# San Isidro, Caborca
San Isidro är en ort i Mexiko.   Den ligger i kommunen Caborca och delstaten Sonora, i den nordvästra delen av landet, 1 800 km nordväst om huvudstaden Mexico City. San Isidro ligger 216 meter över havet och antalet invånare är 173.
Terrängen runt San Isidro är platt. Runt San Isidro är det mycket glesbefolkat, med 6 invånare per kvadratkilometer. Närmaste större samhälle är Siempre Viva, 6,3 km söder om San Isidro. Omgivningarna runt San Isidro är i huvudsak ett öppet busklandskap.